# Mário Filho

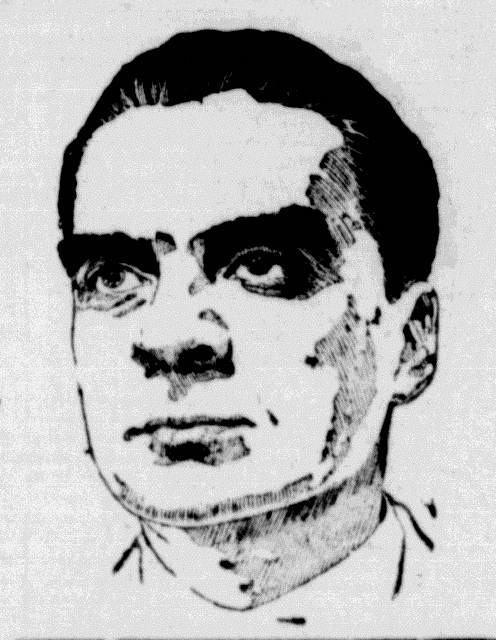
Ritratto di Mário Filho del 1950

Mário Leite Rodrigues (Recife, 3 giugno 1908 – Rio de Janeiro, 17 settembre 1966) è stato un giornalista e scrittore brasiliano. Fratello del drammaturgo e scrittore Nelson Rodrigues e figlio del giornalista Mário Rodrigues, è stata una delle principali figure del giornalismo sportivo brasiliano degli anni 1940 e 1950.

## Biografia
Nato nella capitale dello Stato del Pernambuco, si trasferì a Rio de Janeiro con la famiglia nel 1916. Fu il padre Mário Rodrigues ad affidargli il primo incarico: come direttore del giornale A Manhã, nominò il figlio cronista sportivo. Appassionato di calcio, Mário Filho apportò molte innovazioni nel linguaggio giornalistico, pubblicando i suoi articoli sia sul giornale del padre sia, più avanti, sui maggiormente rilevanti Crítica, O Globo e Jornal dos Sports. La sua attività diede impulso allo sviluppo del giornalismo sportivo in Brasile, grazie ai suoi resoconti sul calcio carioca, che contribuirono alla diffusione della passione per il calcio in patria. Tra i suoi maggiori contributi, la pubblicazione di O negro no futebol brasileiro, libro del 1947 che trattava del ruolo del giocatore di colore nel calcio degli anni 1940 in Brasile, la creazione del termine "Fla-Flu" per definire il derby tra Flamengo e Fluminense, e l'impegno profuso per l'istituzione del Torneio Rio-São Paulo nel 1950. Fondò il giornale Mundo Esportivo, la cui stampa però fu limitata a un solo anno, e fu uno dei pochi a difendere i calciatori Barbosa, Bigode e Juvenal in seguito al Maracanazo al campionato del mondo 1950. Morì nel 1966, vittima di un attacco cardiaco, e un mese dopo la sua morte gli fu intitolato lo stadio Maracanã.

## Opere
- Bonecas (1927)
- Senhorita 1950 (1928)
- Copa Rio Branco (1932)
- Histórias do Flamengo (1934)
- O Negro no Futebol Brasileiro (1947)
- Romance do Football (1949)
- Copa do Mundo de 62 (1962)
- Viagem em Torno de Pelé (1964)
- O Rosto (1965)
- Infância de Portinari (1966)
- Sexo na faixa de Gaza (1965)
- Tráfico na Gávea (1966)
- Sapo de Arubinha (Crônicas reunidas) (1994)